# 1624 au théâtre
| Années du théâtre : 1621 - 1622 - 1623 - 1624 - 1625 - 1626 - 1627    |
| Décennies du théâtre : 1590 - 1600 - 1610 - 1620 - 1630 - 1640 - 1650 |

## Événements
- Les deux premiers théâtres de kabuki sont fondés à Edo : le Saruwaka-za par Saruwaka Kanzaburō ; le Nakamura-za par Nakamura Kanzaburō I.
- L'acteur Bellerose installe sa propre troupe à l'Hôtel de Bourgogne à Paris.

## Pièces de théâtre publiées
- Le Théâtre d'Alexandre Hardy, Paris, Jacques Quesnel ; contient : Didon se sacrifiant, Scedase, ou l'Hospitalité violée, Panthée, Méléagre, Procris, ou la Jalousie infortunée, Alceste, ou la Fidélité, Ariadne ravie, Alphée, pastorale Lire sur Gallica.

## Pièces de théâtre représentées
- 9 mai : L'Élection divine de Saint Nicolas à l'archevêché de Myre avec un sommaire de sa vie de Nicolas Soret, Reims.
- août : A Game at Chess, comédie satirique de Thomas Middleton, Londres, Théâtre du Globe par la troupe des King's Men.

## Naissances
- 2 juillet (baptême) : Geneviève Béjart, dite Mlle Hervé, puis Mlle Villaubrun et enfin Mlle Aubry, comédienne française, morte  le 3 juillet 1675.
- Date précise non connue :
  - Georges Guillet de Saint-George, comédien et érudit français, mort le 6 avril 1705.

## Décès
- 28 juin : Ridolfo Campéggi, dramaturge, poète et librettiste bolonais, né en 1565.
- 20 août : Francesco Andreini, acteur et dramaturge italien de la Commedia dell'arte, né vers 1548.
- 9 décembre : Flaminio Scala, acteur italien de Commedia dell'Arte, spécialiste du rôle de l'amoureux, né le 27 septembre 1552.